# 莱斯莉·布什
莱斯莉·布什（英語：Lesley Bush，1947年9月17日—），美国女子跳水运动员。她曾代表美国参加1964年和1968年夏季奥林匹克运动会跳水比赛，其中1964年奥运会获得一枚金牌。